# Markus Porsche-Ludwig
Markus Porsche-Ludwig (* 12. Februar 1968) ist ein deutscher Politikwissenschaftler und Jurist.

## Leben
Porsche-Ludwig habilitierte sich an der Universität Kassel und ist Professor an der Nationalen Dong-Hwa-Universität in der Republik China (Taiwan). Er hat einen neuen Ansatz in der Politikwissenschaft entwickelt, der auf der Basis von Heideggers Existenzialien, die Analytik politischer und sozialer Prozesse normativ, rechts- und geisteswissenschaftlich leistet und so die Probleme positivistisch-quantitativer Sozialwissenschaften vermeidet. Er nennt diese Grundlegung "Protopolitik". Seine 2009 erschienene Studie über die Wegmarken normativer Politik(wissenschaft) leistet einen wichtigen Beitrag zur Wissenschaftsgeschichte einer der großen politikwissenschaftlichen Schulen. Dabei setzte er sich insbesondere mit dem Werk des Politikwissenschaftlers Alexander Schwan auseinander.
Porsche-Ludwig verfasste zahlreiche Artikel im Biographisch-Bibliographischen Kirchenlexikon (BBKL).

## Schriften (Auswahl)
- Zur Konsistenz von Recht und Politik bei der Umsetzung des Artikels 5 Einigungsvertrag. Tectum, Marburg 1996, zugleich: Dissertation, Universität Gießen 1995.
- Sein und Sollen. Eine Untersuchung zur Abgrenzung der Rechtsnormen von den sozialen Normen bei Max Weber und Eugen Ehrlich. Tectum, Marburg 1997; 2. Auflage 1999.
- mit Chin-peng. Chu: Russland und die Osterweiterung der Europäischen Union. Geistesgeschichtliche und integrationstheoretische Überlegungen im verfassungspolitischen und verfassungsrechtlichen Kontext zur potentiellen EU-Osterweiterung um Rußland. Tectum, Marburg 1999.
- Die Abgrenzung der sozialen Normen von den Rechtsnormen und ihre Relevanz für das Verhältnis von Recht(swissenschaft) und Politik(wissenschaft). Habilitationsschrift, Nomos (Baden-Baden) 2007.
- Macht und Ohnmacht von Politik. Proto-politische Perspektiven politikwissenschaftlicher Grundlagenforschung. LIT, Münster 2007.
- Einführung in die Allgemeine Staatslehre. Eine Vorlesung (=Einführungen Politikwissenschaft, Band 7). LIT, Berlin 2008.
- Proto-Politik. Eine Grundlegung (=Zeitdiagnosen, Band 18). LIT, Wien 2008.
- Was heißt und zu welchem Ende studieren wir Naturrecht? Eine Neubestimmung – Mit einem Blick auf China. LIT, Berlin 2008.
- Globalisierung und Völkerrecht (=Internationale Beziehungen und Völkerrecht, Band 3). LIT, Münster 2009.
- Hrsg. mit Chin-peng Chu: The Political System of Taiwan. Nomos, Baden-Baden 2009.
- mit Jürgen Bellers: Ein Manifest für eine alte/neue Politikwissenschaft und Politik. Ein Manifest. scientia bonnensis, Bonn 2009.
- Wegmarken normativer Politik(wissenschaft). LIT, Münster 2009, ISBN 3-643-90015-5.
- mit Jürgen Bellers: Homer oder Homunculus? Verlag Traugott Bautz, Nordhausen 2010, ISBN 978-3-88309-548-6.
- Hrsg. mit Jürgen Bellers: Die Katastrophe der Entmythologisierung. Verlag Traugott Bautz, Nordhausen 2010, ISBN 978-3-88309-561-5.
- Hrsg. mit Jürgen Bellers: Perspektiven neuen Denkens: Proto-Politik, lokales Wissen, Via Bukolika, konservativ versus extrem Verlag Traugott Bautz, Nordhausen 2010, ISBN 978-3-88309-412-0.
- mit Jürgen Bellers: Fälle internationaler Konfliktregelung. Verlag Traugott Bautz, Nordhausen 2011, ISBN 978-3-88309-649-0.
- Eugen Ehrlich interkulturell gelesen (IKB Band 127), Verlag Traugott Bautz, Nordhausen 2011, ISBN 978-3-88309-359-8.
- Hrsg. mit Jürgen Bellers: Handbuch der Innen- und Außenpolitik Verlag Traugott Bautz, Nordhausen 2011, ISBN 978-3-88309-629-2.
- mit Jürgen Bellers: Gründung und Untergang von Staaten und Kulturen durch Mythen und deren Fehlen. Verlag Traugott Bautz, Nordhausen 2011, ISBN 978-3-88309-627-8.
- mit Jürgen Bellers: Wie eine Wissenschaft die Erde und sich erhitzt -. Verlag Traugott Bautz, Nordhausen 2012, ISBN 978-3-88309-695-7.
- Hrsg. mit Jürgen Bellers: Handbuch der Religionen der Welt Verlag Traugott Bautz, Nordhausen 2012, ISBN 978-3-88309-727-5.
- Hrsg. mit Jürgen Bellers: Was ist konservativ? Eine Spurensuche in Politik, Philosophie, Wissenschaft, Literatur. Verlag Traugott Bautz, Nordhausen 2013, ISBN 978-3-88309-785-5.
- Hrsg. mit Jürgen Bellers und Wolfgang Hinrichs: Eduard Spranger. Verlag Traugott Bautz, Nordhausen 2013, ISBN 978-3-88309-852-4
- mit Jürgen Bellers: Die Reise nach dem Ursprung des Seins:. Verlag Traugott Bautz, Nordhausen 2014, ISBN 978-3-88309-935-4.
- mit Jürgen Bellers: Eine andere Geschichte der Bundesrepublik Deutschland von 1945 bis 2015. Verlag Traugott Bautz, Nordhausen 2014, ISBN 978-3-88309-890-6.
- mit Jürgen Bellers: Der Hohe Pontifex in Rom als Brückenbauer (1645–1850). Verlag Traugott Bautz, Nordhausen 2015, ISBN 978-3-88309-964-4.
- mit Jürgen Bellers: Was kostet was?. Verlag Traugott Bautz, Nordhausen 2015, ISBN 978-3-88309-997-2.
- mit Jürgen Bellers: Flüchtlingskrise in Griechenland. Verlag Traugott Bautz, Nordhausen 2016, ISBN 978-3-95948-081-9.
- mit Jürgen Bellers: Maxima Moralia. Verlag Traugott Bautz, Nordhausen 2016, ISBN 978-3-95948-118-2.
- mit Jürgen Bellers: Stadt und Land Siegen in Geschichte und Gegenwart. Verlag Traugott Bautz, Nordhausen 2017, ISBN 978-3-95948-229-5.
- Hrsg. mit Jürgen Bellers, und Wolfgang Gieler: Afrika, Du hast es besser:. Verlag Traugott Bautz, Nordhausen 2017, ISBN 978-3-95948-241-7.
- mit Jürgen Bellers: Rechte der Christen – Für den praktischen Kampf. Verlag Traugott Bautz, Nordhausen 2017, ISBN 978-3-95948-249-3.
- mit Jürgen Bellers: Der geistesgeschichtliche Weg Europas und seine inhärenten Schranken (inklusive möglicher Vermittlungen):. Verlag Traugott Bautz, Nordhausen 2018, ISBN 978-3-95948-338-4.
- mit Jürgen Bellers: Gott und die Welt:. Verlag Traugott Bautz, Nordhausen 2018, ISBN 978-3-95948-371-1.
- Hrsg. mit Jürgen Bellers: Krieg: Kleine Weltgeschichte des Krieges. Verlag Traugott Bautz, Nordhausen 2019, ISBN 978-3-95948-406-0.
- mit Jürgen Bellers: Religion und Politik. Verlag Traugott Bautz, Nordhausen 2019, ISBN 978-3-95948-416-9.
- mit Jürgen Bellers: Moral oder Politik – Politik und Moral. Verlag Traugott Bautz, Nordhausen 2020, ISBN 978-3-95948-464-0.
- mit Jürgen Bellers: Spaziergänge – politisch-literarisch. Verlag Traugott Bautz, Nordhausen 2020, ISBN 978-3-95948-466-4.
- mit Jürgen Bellers: Einführung in die Internationale Politik. Verlag Traugott Bautz, Nordhausen 2021, ISBN 978-3-95948-523-4.
- mit Jürgen Bellers: Zeitenwenden. Verlag Traugott Bautz, Nordhausen 2021, ISBN 978-3-95948-529-6.